# Dedo indicador
O dedo indicador (também conhecido como dedo indicador, primeiro dedo, dedo indicador, dedo em gatilho, digitus secundus, digitus II e muitos outros termos) é o segundo dedo da mão humana. Fica entre o polegar e o dedo médio. Geralmente é o dedo mais ágil e sensível da mão, mesmo não sendo o mais longo. É mais curto que o dedo médio e pode ser mais curto ou mais longo que o dedo anelar (ver proporção de dígitos).

## Anatomia
"Dedo indicador" significa de forma literal "dedo que aponta", que vem do latim indica; seus nomes anatômicos são "dedo indicador" e "segundo dígito".
O dedo indicador tem três falanges. Ele não possui nenhum músculo, mas é controlado pelos músculos da mão através de anexos de tendões aos ossos.

## Usos
Um único dedo indicador mantido verticalmente é frequentemente como demonstração do número 1 (mas a contagem de dedos difere entre as culturas), ou quando levantado ou movido de um lado para o outro (abanar o dedo), pode indicar advertência. Quando a palma da mão para fora e o polegar e os dedos médios se tocam, representa a letra d no Alfabeto da Língua de Sinais Americana.

### Apontamento
Ao apontar com o dedo indicador, costuma-se indicar ou identificar um item, pessoa, lugar ou objeto.
Por volta de um ano de idade, os bebês começam a apontar para expressar seus pensamentos relativamente complexos, como interesse, desejo e informação. O ato de apontar em bebês humanos pode demonstrar a teoria da mente ou a capacidade de compreender o pensamento das outras pessoas. Este gesto serve de base para o desenvolvimento da linguagem humana.
Os primatas não humanos, que não têm a capacidade de formular ideias sobre o pensamento dos outros, costumam apontar de maneiras muito menos complexas. No entanto, corvídeos, cães e elefantes entendem apontar o dedo.
Em algumas culturas, como os malaios e javaneses no sudeste asiático, apontar usando o dedo indicador é um comportamento rude, portanto, o polegar é usado em seu lugar.

### Dedo indicador no Islã
No Islã, levantar o dedo indicador significa o Tawhīd (تَوْحِيد), que denota que existe apenas um Deus. É usado para expressar que Deus é único ("não há deus senão Alá").
Em árabe, o dedo indicador ou indicador é chamado musabbiḥa (مُسَبِّحة), que se usa principalmente com o artigo definido: al-musabbiḥa (الْمُسَبِّحة). Algumas vezes também se usa as-sabbāḥa (السَّبّاحة). O verbo árabe سَبَّحَ - da mesma raiz da palavra árabe para dedo indicador - significa louvar ou glorificar a Deus dizendo: "Subḥāna Allāh" (سُبْحانَ الله)

## Gestos na arte
Como convenção artística, o dedo indicador apontando para o espectador serve para comandar ou convocar. Entre os exemplos mais famosos disso, estão os cartazes de recrutamento usados durante a Primeira Guerra Mundial pelo Reino Unido e pelos Estados Unidos.
O dedo indicador apontando para cima demonstra autoridade de ensino. Isso é mostrado na representação de Platão na Escola de Atenas por Rafael.